# Justizvollzugsanstalt Castrop-Rauxel
Die Justizvollzugsanstalt Castrop-Rauxel ist eine Justizvollzugsanstalt des offenen Vollzuges für Männer in Castrop-Rauxel, Kreis Recklinghausen im Regierungsbezirk Münster in Nordrhein-Westfalen.

## Geschichte
Die Justizvollzugsanstalt Castrop-Rauxel wurde 1968 eröffnet. Die ersten Gebäude der Anstalt stammten von einem 1952 errichteten Bergbau-Lehrlingsheim. Die Anstalt bietet in 12 Hafthäusern 572 Haftplätze im offenen Vollzug und 16 Haftplätze im gesicherten Bereich.

## Zuständigkeit
Die JVA Castrop-Rauxel ist zuständig für die Vollstreckung von:
- Ersatzfreiheitsstrafe (soweit nicht in Unterbrechung von Untersuchungshaft oder Abschiebungshaft)
- Freiheitsstrafe (Erst- und Regelvollzug) bis einschließlich zwei Jahre bei Verurteilten, die sich auf freiem Fuß befinden
- Freiheitsstrafe nach Maßgabe besonderer Bestimmungen (Progression)
- Freiheitsstrafe von mehr als zwei Jahren entsprechend dem Ergebnis des Einweisungsverfahrens[4].

Die Zuständigkeiten der Justizvollzugsanstalten in Nordrhein-Westfalen sind im Vollstreckungsplan des Landes NRW geregelt (AV d. JM v. 16. September 2003 – 4431 – IV B. 28 -).

## Ausbildung und Weiterbildung
Die JVA Castrop-Rauxel ist eine Justizvollzugsanstalt in der Berufsausbildung für Gefangene angeboten wird, ausgebildet wird zum Küchenhelfer. Weitere Ausbildungsangebote bestehen im Rahmen des Freiganges bei freien Trägern und Ausbildungsbetrieben außerhalb der Justizvollzugseinrichtung.
Um den Gefangenen nach der Haft einen möglichst nahtlosen Übergang in die Arbeitswelt zu ermöglichen, werden die beruflichen Förder- und Eingliederungsprogramme der Arbeitsämter und Bildungsträger für ehemalige Strafgefangene genutzt. In der JVA Herford steht ein Mitarbeiter der „MABIS“ (Marktorientierte Ausbildungs- und Beschäftigungsintegration für Strafentlassene) zur Verfügung. MABIS kooperiert mit Ämtern, Bildungsträgern und Arbeitgebern und vermittelt hier Ausbildungs- und Arbeitsplätze im Anschluss an die Haft.